# فرایند پچینی

## مقدمه
فرایند پچینی (به انگلیسی Pechini) یک فرایند سل-ژل با استفاده از مخلوط مایع است که به نام مخترع آمریکایی آن، Maggio Pechini نام گذاری شده‌است. یک محلول آبی از اکسیدها یا نمک‌های مناسب با یک اسید آلفا-هیدروکسی کربوکسیلیک مانند اسید سیتریک مخلوط می‌شود. کلوخه یا تشکیل ترکیبات پیچیده حلقه ای شکل در اطراف کاتیونهای فلزی در محلول صورت می‌گیرد. سپس یک الکل پلی هیدروکسی اضافه می‌شود و مایع تا ۱۵۰–۲۵۰ درجه سانتی گراد (۳۰۰–۴۸۰ درجه فارنهایت) گرم می‌شود تا کلوخه‌ها بتوانند پلیمری شوند یا شبکه‌های بزرگ و با پیوند زیاد تشکیل دهند.از آنجا که با گرم شدن آب اضافی از بین می‌رود، یک رزین جامد پلیمری حاصل می‌شود. سرانجام، در دمای بالاتر از ۵۰۰–۹۰۰ درجه سانتیگراد (۹۳۰–۱۶۵۰ درجه فارنهایت)، رزین تجزیه یا سوخته می‌شود و در نهایت یک اکسید مخلوط بدست می‌آید. اندازه ذرات بسیار کوچک است، به‌طور معمول ۲۰ تا ۵۰ نانومتر (اگرچه تجمع این ذرات در خوشه‌های بزرگتر وجود دارد)، و مخلوط سازی خوبی در مقیاس اتمی صورت می‌گیرد.

## روش پچینی
در سال ۱۹۶۷ به عنوان تکنیک رسوب فیلم‌های دی الکتریک تیتانات و نیوبات عناصر سرب و قلیایی خاکی در تولید خازنها پیشنهاد شد. بعداً، این فرایند برای سنتز آزمایشگاهی مواد چند جزئی پراکنده ریز در مواد اکسیدی استفاده شد.
این روش برای سنتز بیش از ۱۰۰ اکسید فلز مخلوط از جمله منگانیت لانتانیم برای سلولهای سوختی اکسید جامد و BaTiO3 استفاده شده‌است (لسینگ 1989). بر خلاف فرایند سل-ژل که در آن آلک اکسید فلز در واکنش‌های تشکیل ژل شرکت می‌کند، این فرایند بر اساس واکنش ژل سازی بین الکل و اسید مورد استفاده به عنوان حلال است. یک رزین پلیمری با توزیع خوبی از کاتیون‌ها بدست می‌آید که هنگام تکلیس اکسید را تولید می‌کند. استفاده از پلی اکریلیک اسید با عملکرد بالاتر منجر به رزینهای با پیوند زیاد می‌شود که حاوی توزیع یکنواخت تری از کاتیونهای واکنش دهنده است. ساختار ژل بسته به نسبت اسید به الکل متفاوت است. برای بدست آوردن مواد ریزدانه با مقدار کربن کم، مقدار کم ماده آلی ترجیح داده می‌شود تا زمان و دما را کاهش دهد.